# Курилов, Владимир Никонорович
Владимир Никонорович Курилов (1922—1996) — майор Советской Армии, участник Великой Отечественной войны, Герой Советского Союза (1945).

## Биография
Владимир Никанорович Курилов родился в семье рабочего 3 августа 1922 года в посёлке Лозовая Павловка (ныне — в черте города Брянка Луганской области Украины). Окончил девять классов школы, учился в аэроклубе в городе Серго (ныне — Стаханов). В 1940 году Курилов был призван на службу в Рабоче-крестьянскую Красную Армию. В 1941 году он окончил Ворошиловградскую военную авиационную школу пилотов. Служил в частях авиарезерва. С мая 1942 года — воюет в составе 597-го смешанного авиаполка ВВС 34-й армии Северо-Западного простым летчиком-пилотом ночных бомбардировщиков «У-2 (ПО-2)». Вскоре становится командиром звена в своей эскадрилье. С начала его боевых действий по апрель 1943 года младший лейтенант Курилов В. Н. совершил 189 вылетов на бомбежку переднего края обороны немцев, стратегических и тактических объектов ближайшего тыла противника и скоплений его войск в районах городов Демянск и Старая Русса в Новгородской области. В боях два раза был ранен. .
В 1943 году ступил в члены ВКП(б)/КПСС. После излечения от тяжелого ранения, прошёл переобучение на штурмовик «ИЛ-2», и с марта 1944-го года всё-таки добился перевода в действующие войска из тщательно оберегаемых учителей-инструкторов тылового обеспечения и обучения, и начал воевать в составе 810-го штурмового авиаполка 225-й штурмовой авиадивизии 15-й воздушной армии 2-го Прибалтийского фронта. Участвовал в Режицко-Двинской, а так же в Рижской наступательных операциях. Так же с начала и до конца участвовал в блокировании и уничтожении немецко-фашистских захватчиков на Курляндском полуострове.
К февралю 1945 года уже лейтенант и командир звена штурмовиков «ИЛ-2» Владимир Никанорович Курилов совершил 84 боевых вылета на штурмовку скоплений боевой техники и живой силы противника.
По достоверно подтвержденным данным (не менее двух подтверждающих свидетелей, не подтвержденные данные - не учитывались, погибший в бою свидетель сбития противника - также не учитывался за отсутствием подтверждения) за два, с небольшим, оставшихся до конца войны месяца, после назначения уже Командиром звена эскадрильи на штурмовиках «ИЛ-2», в районе боевых действий противников (и в котлах окружения)  нашей Армии на севере нынешней Восточной Европы, при яростном противодействии - уничтожил 31 автомашину, 50 железнодорожных вагонов, 22 орудия полевой артиллерии, 19 гужевых подвод с грузами, 7 минометов, и до 350 единиц численного солдатского и офицерского состава противника. Дополнительно совершил 29 боевых вылетов на фотографирование и для подтверждения результатов штурмовки противника другими боевыми группами. Штурмовик «ИЛ-2» - недаром называли немцы "Блэк Тодт" (Чёрная смерть), немцы боялись пилотов Ил-2, называя эти советские самолеты совершенно по-разному: "Железный танк, Чёрная смерть, Чума, Бетонный бомбардировщик". И сам самолет «ИЛ-2» является настоящим символом великой победы, как и танк "Т-34", как и пистолет-пулемет (автомат) "ППШ".
Указом Президиума Верховного Совета СССР от 18 августа 1945 года за «образцовое выполнение заданий командования и проявленные при этом мужество и героизм» лейтенант Владимир Курилов был удостоен высокого звания Героя Советского Союза с вручением ордена Ленина и медали «Золотая Звезда».
В 1946 году в звании капитана Курилов был уволен в запас. Проживал в Киеве. После окончания в 1949 году Высшей партийной школы при ЦК КП(б) УССР работал консультантом Секретариата Председателя Президиума Верховного Совета УССР.
С 1962 по 1964 года -по служебной необходимости, и по поручению Руководства СССР, для передачи "передового прогрессивного лётного боевого опыта" находился в командировке в республике Мали (Африка) после обретения ею независимости от колониальной Франции, как это было принято в то время - БЕЗ объявления официальных военных дествий Государством, для установления максимального режима благоприятствования  политико-экономическим отношениям с СССР, участвуя во всех необходимых действиях, включая принцип "делай как я", и показывая что именно делать и как нужно воевать в современных условиях.
По возвращении из командировки республику Мали на территорию СССР - был направлен на место предыдущей службы, и был назначен заместителем по политической части командира Киевского авиационного отряда (КАО ГВФ СССР), затем председателем профкома того же авиаотряда. Ещё позднее - работал в Гражданском Воздушном Флоте Украинской Советской Социалистической Республики советником Руководства Управления ГВФ УССР.
Также награждён: ТРЕМЯ орденами Красного Знамени, орденом Александра Невского, ДВУМЯ орденами Отечественной войны 1-й степени, орденом Красной Звезды, целым рядом других медалей.
Установлен Почётным гражданином г. Брянка в Луганской (бывш. Ворошиловградской) области. В честь Курилова В. Н. названа школа в г. Брянка.
Скончался 21 апреля 1996 года в Киеве.